# The Most Incredible Thing
The Most Incredible Thing è la colonna sonora dell'omonimo balletto, scritto dai Pet Shop Boys con la collaborazione del coreografo Javier de Frutos, basandosi sulla novella La cosa più incredibile di Hans Christian Andersen.
La colonna sonora venne pubblicata come album il 14 marzo 2011. Come per la colonna sonora di Battleship Potemkin, l'album viene accreditato a Neil Tennant e Chris Lowe (i singoli membri del duo). L'album viene eseguito dai Pet Shop Boys e dall'orchestra Wrocław Score condotta da Dominic Wheeler.

## Il progetto del balletto
Il progetto nacque nel 2007 quando un amico di Tennant, l'ex primo ballerino del Royal Ballet Ivan Putrov, chiese se i Pet Shop Boys avrebbero mai considerato l'idea di scrivere un balletto da interpretare nel teatro londinese Sadler's Wells. Sotto consiglio di Lowe, i due proposero la novella di Andersen The Most Incredible Thing (in italiano La cosa più incredibile) come base per un balletto.
L'anno seguente, dopo aver scelto Javier De Frutos come coreografo, il duo compose gran parte del Primo Atto, per poi terminare il tutto nel 2010. La musica racchiude in sé una perfetta combinazione di suoni elettronici e di orchestra. Il giovane Sven Helbig fu incaricato di creare la giusta orchestrazione, orchestrazione che una volta terminata venne registrata a fine 2010 con la orchestra polacca di Breslavia, condotta da Dominic Wheeler.
A termine lavori il duo ha commentato: "Questo è un progetto molto eccitante a cui abbiamo preso parte. In passato abbiamo scritto sempre musica dance, così che scrivere musica per un balletto ci è sembrato logico. Oltre a tutto ciò, siamo sempre stati affascinati nel dare alla nostra musica anche un contesto teatrale".

## Le performance in teatro
Il debutto in teatro avvenne al teatro Sadler's Wells di Londra il 17 marzo e le performance durarono fino al 26 marzo. Ogni singola performance fu un tutto esaurito ai botteghini. I Pet Shop Boys hanno annunciato che il balletto tornerà in teatro dal 25 marzo al 7 aprile del 2012, sempre al Sadler's Wells, e che intraprenderà una sorta di tour nel 2012

## Accoglienza
Il balletto The Most Incredible Thing ottenne diversi consensi positivi dai critici, sia teatrali che musicali. Andy Gill de The Independent diede 4 stelle su 5 all'album, defininendolo "stilisticamente ad ampio raggio " e ha dichiarato che "questa seconda incursione in una composizione teatrale... è molto più abile della loro prima esperienza in Closer to Heaven, coinvolgendo l'abile intreccio di elettropop e elementi orchestrali in una serie di quadri impressionistici che delineano il tema del conflitto tra creatività e distruzione." Lauren Murphy di The Irish Times premia il balletto con tre stelle e sottolinea che contiene "numerosi classici interludi, ma è ben riconoscibile l'iconico sound elettropop del duo... che è di marca più incisiva in questa colonna sonora", aggiungendo che "riesce a far sentire come mondi distinti in collisione, ma anche sorprendente, stranamente avvincente, e senza dubbio ambizioso." Il critico musicale della BBC Music Tom Hocknell ha commentato che "l'orchestrazione minima non annega mai l'ascoltatore; archi e corde, senza alcuna traccia fuoriposto sono ben messi". Hocknell aggiunge anche che "il tutto funziona meglio senza dubbio come una performance totale, ma che presa singolarmente la colonna sonora regala comunque momenti meravigliosi." Ben Hogwood di musicOMH sottolinea che "ci sono indicazioni precise quando i temi trasferiscono inaspettatamente dalla euro-trance allo swing orchestrale, ma senza una sinossi o una guida visiva". Hogwood, tuttavia, afferma che "c'è una musica di grande bellezza qui."
Alasdair Duncan, che scrive per il magazine musicale australiano Rave, descrive l'album come "ben-costruito e godibile, soffusa con il tipo di spirito e di raffinatezza che ci si aspetta da Neil Tennant e Chris Lowe, anche se la mancanza di contesto, significa che a volte va alla deriva solo dalla piacevole foschia." Matthew Laidlow di Virgin Media classifica l'album come un 8 su 10, concludendo che "le persone potrebbero rimanere stupite dalla mancanza della voce di Neil Tennant, ma bisogna ricordare che questo non è un album dei Pet Shop Boys ma piuttosto una grandiosa collaborazione fra i due con ciò che hanno precedentemente realizzato." In una critica per The A.V. Club, Marc Hawthorne ha ritenuto che "mentre ci sono alcuni sbalzi synth e tonfi disco nel corso dell'album, prevalentemente strumentale, di 82 minuti... in realtà non si rimane delusi da ciò che ci si aspetta da Tennant e Lowe." Il giornalista di The Observer Hermione Hoby si dimostrò abbastanza indifferente, dicendo "il balletto che Tennant e Chris Lowe hanno composto [...] si basa su un racconto di Hans Christian Andersen, piuttosto che su George Lucas, ma i sinistri melodrammi prevalgono comunque, anche se proviene da un filone disco piuttosto che da una orchestrazione densa. È difficile non chiedersi che cosa i ballerini potrebbero fare in tutto questo e, come con la voce Tennant (che fa solo una fugace apparizione), la loro assenza è frustrante."
Nel novembre 2011, agli Evening Standard Theatre Awards, The Most Incredible Thing vinse il premio "Beyond Theatre". Sia de Frutos che i Pet Shop Boys stessi ritirarono il premio, dichiarandosi "deliziati" del gran successo che il balletto ha ottenuto.

## Tracce
CD1
- Primo atto:

1. Prologue
2. The Grind
3. The Challenge
4. Help Me
5. Risk
6. Physical Jerks
7. The Competition
8. The Meeting

- Secondo atto:

1. The Clock 1/2/3
2. The Clock 4/5/6
3. The Clock 7/8/9
4. The Clock 10/11/12
5. The Winner
6. Destruction

CD2
- Terzo atto

1. Back to the Grind
2. The Miracle - Ceremony
3. The Miracle - Revolution
4. The Miracle - Resurrection
5. The Miracle - Colour and Light
6. The Miracle - The Meeting (reprise)
7. The Wedding

## Edizione limitata
L'album venne pubblicato anche in una edizione artistica limitata (solo 500 copie vennero stampate in tutto il mondo, ognuna di esse numerata e autografata dai Pet Shop Boys stessi), acquistabile presso il sito ufficiale dei Pet Shop Boys. L'edizione limitata è strutturata come cofanetto nel quale vi è incluso, oltre all'album stesso, un libretto che narra del balletto, gli spartiti musicali della colonna sonora e il programma del balletto.
Oltre al cofanetto, The Most Incredible Thing fu realizzato anche in edizione speciale in vinile, per un totale di 7 dischi tutti stampati con la EMI 1400. Oltre all'album stesso, vi sono incluse le versioni demo registrate da Tennant e Lowe.

## Classifiche
| Classifica (2011) | Posizione massima |
| ----------------- | ----------------- |
| Croazia           | 29                |
| Germania          | 36                |
| Paesi Bassi       | 61                |
| Regno Unito       | 57                |
| Spagna            | 69                |
| Svezia            | 45                |